# اتصال (مسلسل 2024)
اتصال (بالكورية: 커넥션)؛ هو مسلسل تلفزيوني كوري جنوبي، من بطولة جي-سونغ، جيون مي-دو، عرض على قناة SBS TV في 24 مايو الى 6 يوليو 2024، بث ايام الجمعة والسبت بتوقيت 21:50 بتوقيت (KST).

## القصة
تدور احداث المسلسل حول جانغ جاي جيونغ (جي سونغ)، وهو محقق يحظى باحترام كبير من قسم مكافحة المخدرات في مركز شرطة اهن-هيون. تنحرف حياته عن مسارها عندما يواجه وفاة صديق له، والذي كانت تربطه به علاقة مشوهة إلى حد ما على مدار العشرين عامًا الماضية. أثناء التحقيق في وفاته، يحدث تحول صادم للأحداث.

## طاقم

### رئيسي
- جي سونغ في دور  جانغ جاي-كيونغ: محقق من فريق مكافحة المخدرات في مركز شرطة أنهيون، الذي يحظى باحترام صغاره ويثق به كباره داخل قوة الشرطة.[5]
- جيون مي دو في دور أوه يون جين: مراسلة الشؤون الاجتماعية لصحيفة آهن هيون الاقتصادية اليومية، وهي حازمة وصريحة.[5]
  - كيم مين جو في دور أوه يون جين الشابة[6]
- كوون-يول في دور بارك تاي جين: المدعي العام في مكتب مقاطعة آهن هيون والذي كان يُعرف بأنه طفل معجزة يتمتع بعقل لامع.[7]
- كيم كيونغ نام في دور وون جونغ سيو: أحد أفراد عائلة تشايبول من الجيل الثاني الذي يتمتع بنوع من السلطة. إنه خليفة مجموعة جيومهيونج ولديه مواجهة متوترة مع زميله في المدرسة الثانوية جاي-كيونغ.[8]

### داعم
- جونغ يو-مين في دور تشوي جي يون: شخصية غامضة لا تجد نفسها وحيدة بسبب الموت المفاجئ لزوجها فحسب، بل تكتشف أيضًا أنها ليست المستفيدة من مبلغ 5 مليارات وون من أموال التأمين.[9]
- جونغ سون وون بدور هيو جو سونغ: الرئيس التنفيذي لشركة تو ستار للمقتنيات.[4]
- جونغ جاي كوانغ في دور كيم تشانغ سو: محقق واليد اليمنى لجاي كيونغ.[10]

## المشاهدات
| الموسم | الموسم | رقم الحلقة | رقم الحلقة | رقم الحلقة | رقم الحلقة | رقم الحلقة | رقم الحلقة | رقم الحلقة | رقم الحلقة | رقم الحلقة | رقم الحلقة | رقم الحلقة | رقم الحلقة | رقم الحلقة | رقم الحلقة | المتوسط |
| الموسم | الموسم | 1          | 2          | 3          | 4          | 5          | 6          | 7          | 8          | 9          | 10         | 11         | 12         | 13         | 14         | المتوسط |
| ------ | ------ | ---------- | ---------- | ---------- | ---------- | ---------- | ---------- | ---------- | ---------- | ---------- | ---------- | ---------- | ---------- | ---------- | ---------- | ------- |
|        | 1      | 1.038      | 1.090      | 1.288      | 1.432      | 1.507      | 1.665      | 1.619      | 1.649      | 1.650      | 2.039      | 1.735      | 2.039      | 1.859      | 2.560      | 1.649   |

وفقا لنيلسن ، فقد حقق المسلسل نسبة مشاهدة 11.% بحوالي 2 مليون مشاهد قد شاهد الحلقة. حقتت الحلقة الأخيرة من المسلسل رقماً قياسياً بنسبة 14.2% بحوالي  2.56 مليون مشاهد.
| الحلقات | تاريخ البث    | تقييمات (نيلسن كوريا) | تقييمات (نيلسن كوريا) |
| الحلقات | تاريخ البث    | على الصعيد الوطني     | سيئول                 |
| ------- | ------------- | --------------------- | --------------------- |
| 1       | 24 مايو 2024  | 5.7%                  | 6.1%                  |
| 2       | 25 مايو 2024  | 6.1%                  | 7.0%                  |
| 3       | 31 مايو 2024  | 7.0%                  | 6.7%                  |
| 4       | 1 يونيو 2024  | 7.9%                  | 8.2%                  |
| 5       | 7 يونيو 2024  | 8.5%                  | 8.5%                  |
| 6       | 8 يونيو 2024  | 9.4%                  | 10.0%                 |
| 7       | 14 يونيو 2024 | 9.4%                  | 9.8%                  |
| 8       | 15 يونيو 2024 | 9.1%                  | 9.5%                  |
| 9       | 21 يونيو 2024 | 9.1%                  | 8.9%                  |
| 10      | 22 يونيو 2024 | 11.1%                 | 11.4%                 |
| 11      | 28 يونيو 2024 | 9.7%                  | 10.4%                 |
| 12      | 29 يونيو 2024 | 10.6%                 | 11.2%                 |
| 13      | 5 يوليو 2024  | 11.0%                 | 11.7%                 |
| 14      | 6 يوليو 2024  | 14.2%                 | 14.8%                 |
| متوسط   | متوسط         | 9.2%                  | 9.6%                  |

## الانتاج
اخراج المسلسل من قبل كيم مون كيو، الذي عمل في مسلسل العربة (2023)، والكاتب لي هيون، الذي كتب مسلسل يوميات مدعي عام (2019). وإنتاجه من قبل استوديو اس بي اس بتعاون مع سول بيكتشرز وجود هارفيست.

## روابط خارجية
- الموقع الرسمي
 (بالكورية)
- اتصال على موقع IMDb (الإنجليزية)
- اتصال على موقع نتفليكس (الإنجليزية)
- اتصال على موقع قاعدة بيانات الفيلم (الإنجليزية)
- اتصال على هانسينما